# Dorogháza
Dorogháza je obec v Maďarsku v župě Nógrád.
Rozkládá se na ploše 17,68 km² a v roce 2024 zde žilo 956 obyvatel.